# SWS Stadtwerke Stralsund
Die SWS Stadtwerke Stralsund GmbH ist ein öffentliches Versorgungsunternehmen mit Sitz in Stralsund. 

## Geschichte
Gegründet wurde das Unternehmen am 27. September 1991. Das Stammkapital beträgt 7.670.000 Euro.

## Unternehmensstruktur
Die Gesellschaft bildet mit ihren sechs Tochterunternehmen eine Holding. Die Geschäftsfelder sind der Seehafen, die Wasserversorgung, die Abwasserbehandlung, die Stromversorgung, die Kommunikationsnetze, die Erdgasversorgung, die Wärmeversorgung und die Energieerzeugung. Das Angebot besteht in Stralsund sowie in der angrenzenden Region Vorpommern.

### Gremien
Geschäftsführer ist Anselm Drescher. Dem Aufsichtsrat gehören Ronald Zabel und Thomas Haack sowie Bernd Buxbaum, Jürgen Suhr und Jens Kühnel an.

### Tochterunternehmen
Folgende Tochterunternehmen (in Klammern Eigentumsanteil) gehören zur Unternehmensgruppe:
- SWS Energie GmbH (51 %, E.DIS hält 49 %)
  - SWS Telnet GmbH (SWS Energie hält 100 %)
  - SWS Netze GmbH (SWS Energie hält 100 %)
- SWS Natur GmbH (100 %)
- REWA Regionale Wasser- und Abwassergesellschaft Stralsund mbH (71,43 %, 26 weitere Gemeinden halten 28,57 %)
- SWS Seehafen Stralsund GmbH (100 %)

Zum 1. Januar 2016 wurden in der Unternehmensgruppe 275 Mitarbeiter und 18 Auszubildende beschäftigt. Der Umsatz des Konzerns betrug zum 31. Dezember 2015 106.834.000 Euro, das EBIT 14.754.000 Euro.